# 大阪商工会議所

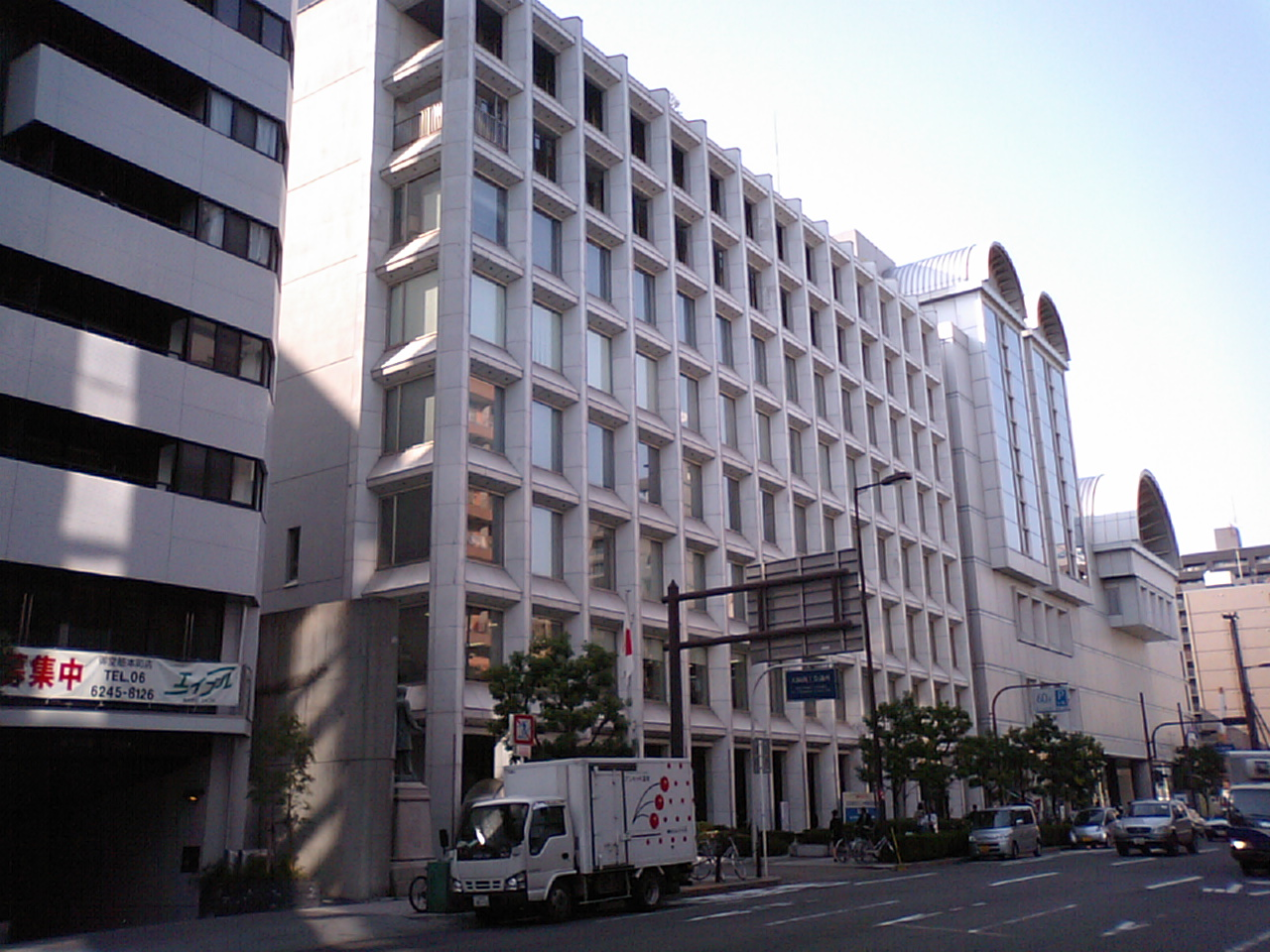
大阪市中央区本町橋2-8にある大阪商工会議所ビル。屋根がかまぼこ状の建物はマイドームおおさか。

大阪商工会議所（おおさかしょうこうかいぎしょ、略称：大商（だいしょう）、英称：The Osaka Chamber of Commerce and Industry、英略称：OCCI）は、大阪府大阪市中央区本町橋にある商工会議所。主に大阪市内に事業所をおく企業・団体で運営されている。大阪市内だけに限らず、関西を代表する経済団体として機能している。

## 沿革
- 1878年（明治11年）：7月に設立の願書が府に提出され、8月に高麗橋に大阪商法会議所設立
  - 設立の儀願書を提出した有志15名：中井由兵衛、白木保三、斉藤慶則、磯野小右衛門、芝川又平、藤田伝三郎、井藤儀兵衛、妹尾平次郎、山本忠、高田伝蔵、金沢卯右衛門、沢田世範、広瀬宰平、中野梧一、五代友厚
- 1890年（明治23年）：堂島に移転
- 1891年（明治24年）：大阪商業会議所へ改組、会員選挙実施
- 1928年（昭和3年）：商工会議所法施行に伴い大阪商工会議所へ改組
- 1943年（昭和18年）：商工経済会法施行に伴い大阪府商工経済会へ改組
- 1946年（昭和21年）：商工経済会法廃止、社団法人大阪商工会議所設立
- 1954年（昭和29年）：新「商工会議所法」制定、特殊法人として新発足
- 1971年（昭和46年）：現在地に移転、経営情報センター設立
- 2001年（平成13年）：大阪企業家ミュージアムがオープン
- 2003年（平成15年）：4月に大阪工業会を統合
- 2019年（平成31年）：初の女性理事が就任。

※大阪商工会議所HP／大阪商工会議所略史より

## 歴代会頭

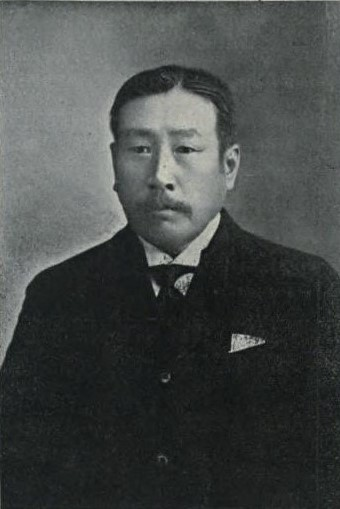
今西林三郎（阪神電気鉄道第3代代表取締役、大阪商工会議所第9代会頭）

| 代数   | 氏名         | 在任期間       | 出身企業                           |
| ------ | ------------ | -------------- | ---------------------------------- |
| 初代   | 五代友厚     | 1878年〜1885年 | 朝陽館                             |
| 第2代  | 藤田伝三郎   | 1885年〜1888年 | 藤田組（現・DOWAホールディングス） |
| 第3代  | 田中市兵衛   | 1888年〜1891年 | 第四十二国立銀行                   |
| 第4代  | 磯野小右衛門 | 1891年〜1893年 | 堂島米会所                         |
| 第5代  | 田中市兵衛   | 1893年〜1894年 |                                    |
| 第6代  | 浮田桂造     | 1894年〜1895年 | 大阪硫曹（現・日産化学）           |
| 第7代  | 土居通夫     | 1895年〜1917年 | 大阪電灯（現・関西電力）           |
| 第8代  | 山岡順太郎   | 1917年〜1921年 | 大阪商船（現・商船三井）           |
| 第9代  | 今西林三郎   | 1921年〜1922年 | 大阪同盟汽船（現・商船三井）       |
| 第10代 | 稲畑勝太郎   | 1922年〜1934年 | 稲畑商店（現・稲畑産業）           |
| 第11代 | 森平兵衛     | 1934年〜1935年 | 丹平商会                           |
| 第12代 | 安宅弥吉     | 1935年〜1940年 | 安宅商店（のちの安宅産業）         |
| 第13代 | 片岡安       | 1940年〜1943年 | 大阪信用組合（現・大阪信用金庫）   |
| 第14代 | 関桂三       | 1943年〜1946年 | 東洋紡績（現・東洋紡）             |
| 第15代 | 田島正雄     | 1946年         | 大阪商船（現・商船三井）           |
| 第16代 | 杉道助       | 1946年〜1960年 | 八木商店（現・ヤギ）               |
| 第17代 | 小田原大造   | 1960年〜1966年 | 久保田鉄工（現・クボタ）           |
| 第18代 | 市川忍       | 1966年〜1971年 | 丸紅飯田（現・丸紅）               |
| 第19代 | 佐伯勇       | 1971年〜1981年 | 近畿日本鉄道                       |
| 第20代 | 古川進       | 1981年〜1985年 | 大和銀行（現・りそな銀行）         |
| 第21代 | 佐治敬三     | 1985年〜1992年 | サントリー                         |
| 第22代 | 大西正文     | 1992年〜1999年 | 大阪ガス                           |
| 第23代 | 田代和       | 1999年〜2004年 | 近畿日本鉄道                       |
| 第24代 | 野村明雄     | 2004年〜2010年 | 大阪ガス                           |
| 第25代 | 佐藤茂雄     | 2010年〜2015年 | 京阪電気鉄道                       |
| 第26代 | 尾崎裕       | 2015年〜2022年 | 大阪ガス                           |
| 第27代 | 鳥井信吾     | 2022年〜       | サントリーホールディングス         |

## 大商検定
大阪商工会議所が主催する検定。
- メンタルヘルス・マネジメント検定
- ビジネス会計検定試験
- なにわなんでも大阪検定（大阪検定）
- 段取り力検定（PWA検定）（平成22年3月31日施行の第9回試験をもって終了）
- 情報活用力診断テスト Rasti

## 支部
大阪市内に合計５カ所の支部が設置されている。
| 支部名   | 住所                                     | 担当                                                   |
| -------- | ---------------------------------------- | ------------------------------------------------------ |
| 北支部   | 北区西天満5-1-1 ザ・セヤマビル3階        | 北区・福島区・西淀川区・淀川区・東淀川区               |
| 東支部   | 都島区東野田町4-6-22 ニッセイ京橋ビル2階 | 都島区・旭区・鶴見区・城東区・東成区・生野区           |
| 中央支部 | 中央区本町橋2-8 大阪商工会議所2階        | 中央区                                                 |
| 西支部   | 西区立売堀4-2-21 銀泉阿波座ビル1階       | 西区・浪速区・西成区・大正区・港区・此花区             |
| 南支部   | 天王寺区堀越町13-18 銀泉天王寺ビル5階    | 天王寺区・阿倍野区・住之江区・住吉区・東住吉区・平野区 |

## 直営の博物館
大阪企業家ミュージアム - 大阪市中央区本町1-4-5、大阪産業創造館の地下1階にある。
企業家精神の高揚・伝承を通じて、次代を担う人材を育成するのを目的として設置されたミュージアム。
社会・経済の発展、生活向上の原動力である企業家たちのチャレンジとイノベーションをテーマに展示物をとりそろえている。営業時間は10:00〜16:30。水曜日のみ20:00まで。休館日は日曜日、月曜日、祝祭日、年末年始、お盆。

## 入会資格

### 普通会員
- 大阪市内で営業している商工業者（外国法人を含む）なら規模・業種や本・支店を問わず入会可能。

### 特別会員
- 大阪市外の地域で営業している商工業者や一般個人。ただし部会での表決権と議員選挙の選挙権・被選挙権はない。

## 会員の種類
法人会員
- 株式会社や有限会社などの会社法人格を有する商工業者

団体会員
- 協同組合または商工業者で組織する経済団体等

個人会員
- 個人商工業者または会員である法人・団体の役員など

## 部会
普通会員として入会すると、業種に応じて最大３つまで所属することができる。
- マテリアル
- 機械
- 化学・エネルギー
- 繊維
- 建設・建材
- 貿易
- 小売
- 生活用品
- 紙・印刷
- 食料
- 金融
- 運輸
- サービス産業
- 情報・通信
- 女性

## 不祥事
- 東北熊襲発言 - 1988年2月28日、TBSのテレビ番組「JNN報道特集」にて、当時の会頭の佐治敬三が「仙台遷都などアホなことを考えてる人がおるそうやけど、（中略）東北は熊襲の産地。文化的程度も極めて低い」と差別発言を行い、サントリーに対する不買運動が展開された。

## 関連団体
- 関西商工会議所連合会
- 大阪府商工会議所連合会
- 関西商工会議所女性会連合会
- 大阪府商工会議所女性会連合会
- 大阪商工会議所議員懇親会
- 大阪チェンバーゴルフ
- 大阪商工会議所新人会
- 関西日加協会
- 大阪外国企業誘致センター(O-BIC)
- ザ・ビジネスモール運営事務局
- 産業交流センター
- 大阪経済調査会
- 大阪販売士協会
- 大阪簿記会計学協会
- 企業家研究フォーラム
- 大阪府中小企業再生支援協議会
- 本町橋100年会
- 都心型オープンイノベーション拠点「Ｘｐｏｒｔ（クロスポート）」
- 食創造都市大阪推進機構
- 全国水都ネットワーク
- 国立研究開発法人産業技術総合研究所人工知能研究センター人工知能コンソーシアム関西支部
- 水と光のまちづくり推進会議